# Lucha de clase
Lucha de clase (« Lutte de classe ») est une organisation communiste révolutionnaire d'inspiration trotskiste, présente en Espagne. Elle est membre de l'Union communiste internationaliste (trotskiste).

## Presse
L'organisation publie les journaux Voz obrera (« Voix ouvrière ») et Lucha de clase (« Lutte de classe »).